# Dougherty County
Dougherty County är ett administrativt område i delstaten Georgia, USA, med 94 565 invånare. Den administrativa huvudorten (county seat) är Albany. 

## Geografi
Enligt United States Census Bureau så har countyt en total area på 867 km². 854 km² av den arean är land och 13 km² är vatten.

### Angränsande countyn
- Lee County, Georgia - nord
- Worth County, Georgia - öst
- Mitchell County, Georgia - syd
- Baker County, Georgia - sydväst
- Calhoun County, Georgia - väst
- Terrell County, Georgia - nordväst